# A Wind Named Amnesia
A Wind Named Amnesia (яп. 風の名はアムネジア Кадзэ но на ва амунэдзиа, «Ветер по имени Амнезия»), также Wind of Amnesia — научно-фантастический роман японского писателя Хидэюки Кикути, опубликованный издательством Asahi Sonorama в 1983 году. В 1990 году по сюжету книги было снято одноимённое аниме режиссёра Кадзуо Ямадзаки. Сценарий адаптирован Кэндзи Куратой и самим Кадзуо Ямадзаки, а также Ёсиаки Кавадзири. Аниме в США и Великобритании было лицензировано компаниями Central Park Media и Manga Entertainment, книга Кикути с иллюстрациями Ёситаки Амано выпущена издательством Dark Horse Comics в декабре 2009 года.

## Сюжет
Действие происходит в постапокалиптическом будущем, а именно в 1999 году. Ветер амнезии стёр все человеческие знания, и человечество погрузилось во тьму невежества, потому что люди забыли, как использовать блага современной цивилизации и даже разучились разговаривать. Земляне отброшены во времена пещерного человека. Два года спустя после дуновения ветра 16-летний юноша спасает прикованного к инвалидному креслу Джонни, который не был затронут амнезией. В благодарность он помогает своему спасителю восстановить речь и вернуть память. Но от истощения Джонни умирает, и Ватару отправляется в путешествие в одиночку. В Сан-Франциско он встречает загадочную женщину Софию в чёрном платье. Она просит отвезти её в Нью-Йорк (по книге — в Новый Орлеан за десять дней), парень соглашается. Им предстоит объехать всю Америку с запада на восток, чтобы увидеть изменения своими глазами. Однако смысл поездки гораздо важнее — заслуживает ли человечество потерянных воспоминаний или же должно исчезнуть навсегда.

## Роли озвучивали
- Кадзуки Яо — Ватару
- Кэйко Тода — София
- Каппэй Ямагути — Джонни
- Норико Хидака — Лиза
- Осаму Сака — Симпсон
- Юко Мита — Сью
- Дайсукэ Гори — маленький Джон
- Масахару Сато — страж
- Хирохико Какэгава — священник

## Выпуск на видео
Фильм был выпущен Japan Home Video на VHS и LaserDisc в 1990 году. В США Central Park Media в 1999 году издала не видеокассеты, а DVD, предположительно, из-за желания JHV получить много денег за американскую лицензию или конкуренции между компаниями в то время. Это был знак престижа, в отличие от продукции U.S. Renditions. Но Wind Named Amnesia продемонстрировал бюджетные ограничения, особенно в малом количестве второстепенных персонажей. Тем не менее в 1999 году это издание было воспринято рецензентом сайта Mania с энтузиазмом: в изображении отсутствовали артефакты и другие искажения, звук оказался чистым и динамичным (возможно, компания также отвечала за изготовление диска). Примечательно, что оригинальные титры в конце фильма остались нетронутыми, а после них шли английские. Дополнительные материалы включали информацию об актёрах и технике с переходом на видео, но без текстового сопровождения. Кроме того, доступны превью Area 88, Big Wars, Ayane's High Kick, Legend of Lemnear и Demon City Shinjuku. Японские DVD появились в 2001 году. Формат — 1,33:1 (4:3), звук — Dolby Digital 2.0. 
В 2003 году в продажу проступило переиздание от Central Park Media. Несмотря на заявление о выпуске, посвящённом 10-летию (на американских лазердисках Image Entertainment фильм датировался 1993 годом), на диске и футляре об этом нет никакой информации. DVD дополнительно содержит только краткие разделы про актёров и мехов. Английский перевод Нила Надельмана соответствует японскому сценарию. Присутствуют некоторые опечатки, но они являются недочётами редакторов. Также в единственном случае у субтитров не хватает нескольких строк. 
В 2016 году фильм был лицензирован американской компанией Discotek Media, выпустившей DVD. В 2018 году Crunchyroll добавил A Wind Named Amnesia в свой каталог.
В 2023 году Discotek Media анонсировала Blu-ray, сканирование оригинальной плёнки осуществлено в 2K. Видео представлено в соотношении 1,33:1 и со звуком LPCM 2.0.

## Музыка
| №  | Название                                             | Длительность |
| -- | ---------------------------------------------------- | ------------ |
| 1. | «A Theme of Wataru»                                  | 2:46         |
| 2. | «Recollection (Theme 2 of Wataru)»                   | 4:16         |
| 3. | «The Rite (Sue Crisis)»                              | 3:49         |
| 4. | «True Love (insert song)»                            | 4:23         |
| 5. | «Sofia Theme (JS Bach's Goldberg Variations — Aria)» | 2:44         |
| 6. | «The Guardian»                                       | 2:51         |
| 7. | «Eternal Town (Lisa and Simpson)»                    | 3:44         |
| 8. | «Separation (Johnny)»                                | 3:12         |
| 9. | «True Love (A theme song)»                           | 4:39         |

Завершающая композиция:
- «True Love» в исполнении Такаси Цусими и Akemi, музыка — Такаси Цусими, слова — Каору Асаки, аранжировка — Мотоки Фунаяма[21]

Саундтрек был выпущен 21 декабря 1990 года. Сингл с эндингом вышел 28 ноября 1990 года.
В 2005 году альбом был переиздан Columbia Music Entertainment в серии Animex Special Selection 7.
Музыка к фильму представляет собой «коробку шоколада»: с одной стороны, тихие фортепианные соло и струнные квартеты хорошо передают «ощущение ветра в волосах в Шатокуа» и дополняют красивый пейзаж. С другой, боевые композиции портят настроение, как будто они взяты из худших образцов Chrono Trigger. Эндинг «True Love» качественно исполняет гармонический дуэт, однако соло на саксофоне-сопрано к песне не подходит.

## Критика
Журнал Paste присудил A Wind Named Amnesia 81 место в списке 100 лучших аниме-фильмов. Борис Иванов назвал это классикой аниме-апокалиптики для поклонников «настоящей научной фантастики».
По мнению Anime News Network, от «Акиры» до «Кулака Полярной звезды» существует множество историй об упадке человечества и социал-дарвинистских ритуалах. Wind Named Amnesia — «один из самых уникальных фильмов, когда-либо созданных в постапокалиптическом мире», который часто упускается из виду и заслуживает большего внимания, чем получает. Уже в начале ясно, что создатель намеревался использовать аниме для критики общества и размышлений о человечности. Прослеживаются такие идеи, как потребность людей в религии и жертвоприношениях; жадность, первобытные стремления к насилию и грабежу; значение истины, сущность человеческих поступков и прочее. Минусами стали плохой сценарий и неудобный темп. Экшен-сцены в стиле Брукхаймера часто прерываются псевдоинтеллектуальной речью о смысле жизни. В итоге фильм представляет собой «шатокуа случайного человека, который едет по сельской местности с ветром в волосах, с ребёнком на плече и орущей Aerosmith на заднем плане», а когда он обретает знание и богоявление, то основывает собственную религию. Но Madhouse следует похвалить за изображение природы, которое можно найти в лучших выпусках National Geographic.
Джонатан Клементс и Хелен Маккарти в своей энциклопедии подчеркнули, что оригинальный роман Хидэюки Кикути похож на рассказ «Возрождение» Томаса Калверта Макклэри 1934 года. В экранизации Wind Named Amnesia есть захватывающая концепция, но после смелых ходов она быстро становится клише, немногим лучше, чем «Кулак Полярной звезды». Превратившись в бесцельный роуд-муви, аниме переходит к спасению девы в беде. Местное население «обладает интеллектом шимпанзе», но сумело создать общество, основанное на ритуальных жертвоприношениях. Ватару учит бывшего полицейского снова стать человеком, показывая ему, как пользоваться дробовиком, прежде чем сделать короткую остановку в «ложном раю». Другими словами, хотя Wind Named Amnesia был создан как отдельный фильм, есть ощущение обрезанного телесериала, по-дилетантски внедряющего «Землю без людей» Джорджа Р. Стюарта 1949 года в повесть «Парень и его пёс» Харлана Эллисона. Сценарий изначально предполагает, что «ветер» может быть неудачным пси-экспериментом или, возможно, планом «глупых инопланетян», которые хотят стереть разум человечества в рамках упреждающего удара, однако здесь нет никакой тайны. У Софии есть ответы на все вопросы, но за 60 минут она отказывается рассказать Ватару и зрителям, предпочитая играть противоречивую роль адвоката дьявола, выступая против «цивилизованной шарады» управляемого компьютером города в пустыне Невада и решительно защищая права дикарей, желающих принести в жертву девственниц. Вероятно, она просто смущена, чтобы рассказать правду о заговоре с нашествием пришельцев. Такая бессвязность не будет иметь аналогов до тех пор, пока не выйдет Green Legend Ran. Остальной сюжет также низкопробный — нет разъяснений, почему люди носят одежду, учитывая, что они забыли, для чего та предназначена, а «Вечный город» якобы построен «в начале XXI века», когда было сказано, что действие фильма происходит в 1999 году. Кратко упоминается идея, что подобное существование только на пользу человечеству, но это более убедительно показано в Grey Digital Target. С художественной точки зрения, Madhouse сделала шаг в сторону — открытые пространства сильно отличаются от тёмных городских застроек Wicked City.
Фред Паттен в рубрике «„Забытые“ аниме OVA» на сайте Cartoon Research заметил, что считал Wind Named Amnesia Кикути весьма вторичным по отношению к роману Макклэри. Похоже, что «Возрождение» было более реалистичным, но ясно, почему видеоверсия оказалась настолько искажена. В книге Макклэри показана Америка без главных персонажей. Таков результат полной амнезии: никаких воспоминаний, знания речи, одежды и сдержанности. Несколько дней люди справляли нужду прямо в одежде, а потом разделись, делая всё открыто и почувствовав себя комфортно. Это можно рассказать в тексте, но нельзя показать на видео. Через четыре—пять месяцев все мужчины жили полностью обнажёнными, с длинными волосами и бородами. В экранизации они одеты, с короткими волосами и небольшой щетиной, спустя два года. Вероятно, большинство поклонников аниме не сомневались в этом. София говорит: «Ты, наверное, уже догадался, что за Ветер ответственны мои люди». Она заключает с Ватару пари, что никто не присоединится к ним в путешествии по Америке, а человечество не выживет. Кульминация должна быть таинственной, но возбуждающей.
Стилистически фильм представляет собой философский трактат о природе человека и хаотичный экшен, где «герои побеждают плохих парней». С одной стороны, это может заставить зрителей подумать над важными вопросами, с другой, просто смотреть на взрывы и автомобильную погоню. Как Lily C.A.T. и многие другие научно-фантастические аниме конца 1980-х — начала 1990-х годов, Wind Named Amnesia содержит ряд заимствований из известных произведений западной литературы и поп-культуры. Идея потери языка и культуры, повлекшая за собой конец человеческой цивилизации, очень напоминает рассказ Октавии Батлер «Звуки речи» 1983 года, а Ватару сильно похож на Джона Рэмбо из «Первой крови» и сиквелов. Сущность охранного робота взята прямо из «Терминатора», остальные сюжетные части являются сексуальной версией кино «Близкие контакты третьей степени». Иногда история следует принципу «показывай, а не рассказывай», но бывает и наоборот. В итоге, «Амнезии» удаётся вместить три разных фильма в 80 минут.
THEM Anime высоко оценил на пять звёзд (максимальный балл). Обозреватель задался вопросом: если убрать технологии, основания общества, что останется от животного, называемого человеком? Какая разница между ним и зверем? Wind Named Amnesia пытается дать ответ, хотя оставляет его открытым в конце. Возможно, фильм является одним из «залежавшихся» классических аниме. Анимация и графика выполнены детализировано и реалистично. Хотя первоначальная идея кажется нелепой, изображение последствий странного ветра амнезии заставит зрителей поверить. Каждой сцене определено своё место. Это сопровождается оркестровым саундтреком, не уступающим западному кино. По мнению рецензента, Wind Named Amnesia — одно из немногих аниме, которые можно честно отнести к настоящей научной фантастике, такой как Gunbuster и Patlabor. Исходная загадка «что произошло с Землёй» быстро смещается более важным вопросом: что такое люди в целом? Присутствуют насилие, темы для взрослых и обнажённые тела, поэтому просмотр рекомендуется с 13 лет. Финал оставляет много информации для обсуждений и размышлений.